# Barbara Neuwirth
Barbara Neuwirth (* 13. November 1958 in Eggenburg, Niederösterreich) ist eine österreichische Schriftstellerin.

## Leben und Werk
Im neunten Lebensjahr übersiedelte Barbara Neuwirth von Drosendorf im Waldviertel nach Wien. Sie studierte an der Universität Wien Geschichte, Politikwissenschaften und Ethnologie und absolvierte die Ausbildung zur Diplomdokumentarin. 1984–1997 war sie Verlegerin im Wiener Frauenverlag und baute die wissenschaftliche Buchreihe Frauenforschung auf, die sie auch herausgab. Seit 1997 arbeitet sie freischaffend als Lektorin für wissenschaftliche Texte. Sie schreibt Prosa und Dramen. Barbara Neuwirth lebt in Wien und in Mitter-Retzbach/Weinviertel.

## Preise und Auszeichnungen
- 1986 Förderungspreis für Literatur der Theodor-Körner-Stiftung
- 1987 Anerkennungspreis für Literatur des Landes Niederösterreich
- 1990 Preis für Literatur des Adolf-Schärf-Fonds
- 1994 Förderungspreis für Literatur des Landes Niederösterreich und Förderungspreis für Literatur der Theodor-Körner-Stiftung
- 1996 Max Kade Writer in Residence am Oberlin College, Ohio, USA
- 1998 Förderungspreis für Literatur der Stadt Wien.
- 2001 Writer in Residence an der University of New Mexico, USA und Aufenthaltsstipendium in Schloss Wiepersdorf
- 2003 Writer in Residence an der University of New Mexico, USA
- 2005 Anton-Wildgans-Preis
- 2009 Anerkennungspreis für Literatur des Landes Niederösterreich
- 2019 Verdienstzeichen des Verbandes Österreichischer Volkshochschulen für die Erbringung besonderer Leistungen für die Österreichische Volkshochschule
- 2019 Goldenes Ehrenzeichen für Verdienste um das Bundesland Niederösterreich
- 2019 Ehrenjosefstädterin

Honory Member of the Austrian Studies Association

## Werke (Auswahl)

### Als Autorin
- In den Gärten der Nacht. Phantastische Erzählungen. In: Phantastische Bibliothek. 255, Suhrkamp, Frankfurt/M. 1990, ISBN 3-518-38245-4.
- Dunkler Fluß des Lebens. Erzählungen. In: Phantastische Bibliothek. 318, Suhrkamp, Frankfurt/M. 1995, ISBN 3-518-38899-1.
- Blumen der Peripherie. Erzählung. Edition Thurnhof, Horn 1994, ISBN 3-900678-20-0.
- Im Haus der Schneekönigin. Novelle. Wiener Frauenverlag, Wien 1994, ISBN 3-85286-001-6.
- Über die Thaya. Erzählung. Edition Koenigstein, Klosterneuburg 1994, ISBN 3-901495-26-6.
- Die Liebe ist ein grüner Waschtrog. Ein letzter Versuch über die Ehre der Männer. Wiener Frauenverlag, Wien 1996, ISBN 3-85286-024-5 (gemeinsam mit Sylvia Treudl).
- Das gestohlene Herz. Ein romantisches Märchen. Edition Koenigstein, Klosterneuburg 1998, ISBN 3-901495-20-7.
- Wien Stadt Bilder. Löcker Verlag, Wien 1998, ISBN 3-85409-280-6 (Fotos von Bill Barrette).
- Empedokles' Turm. Novelle. Wiener Frauenverlag, Wien 1998, ISBN 3-85286-054-7.
- Tarot Suite. Ein Episodenroman. Deuticke, Wien 2001 (zusammen mit Harald Friedl, Margit Hahn, Heinz Janisch und Norbert Silberbauer).
- Antigone. Und wer spielt die Amme? Theaterstück. Gemeinsam mit Erhard Pauer, UA 2003.
- Eurydike. Theaterstück. UA 2005.
- Eurydike revisited. Ein Monolog. UA 2006.
- Das steinerne Schiff. Erzählungen aus dem Land zwischen Donau und Thaya. Literaturedition Niederösterreich, St. Pölten 2008, ISBN 978-3-901117-97-8.
- Charing Cross Station, London.  Edition Art@Print, Brunn am Gebirge 2013, ISBN 978-3-9503475-4-8
- Held. Heldin. Superhelden. Haymon Verlag, Innsbruck 2019, ISBN 978-3-7099-3435-7

### Als Herausgeberin
- Eisfeuer. Erotische Gedichte von Frauen. Wiener Frauenverlag, Wien 1986, ISBN 3-900399-15-8.
- Blass sei mein Gesicht. Vampirgeschichten. Wiener Frauenverlag, Wien 1988, ISBN 3-900399-24-7.
- Frauen, die sich keine Kinder wünschen. Eine liebevolle Annäherung an die Kinderlosigkeit. Wiener Frauenverlag, Wien 1988, ISBN 3-900399-26-3 (Reihe Frauenforschung; Bd. 8).
- Im kleinen Kreis. Kriminalgeschichten österreichischer Autorinnen. Wiener Frauenverlag, Wien 1988, ISBN 3-900399-19-0.
- „... sah aus, als wüsste sie die Welt ...“. Ein literarischer Almanach. Wiener Frauenverlag, Wien 1990, ISBN 3-900399-37-9 (Jubiläumsalmanach 10 Jahre Wiener Frauenverlag).
- Die fremden Länder mein eigenes Leben. Materialienband 6 Gedichtzyklen. Wiener Frauenverlag, Wien 1991, ISBN 3-900399-52-2 (6 Teile: Petra Ganglbauer: die zertanzte Zeit, Hertha Kräftner: Die grausamen Morgen, Dine Petrik: Kindheit, Dorothea Schafranek: Liebster, meine Sinne wechseln das Sprungtuch, Rita Seliger: Nirgends ganz dazugehören, Sylvia Treudl: Heimat).
- Ich trage das Land. Das Frauen-Buch der Ränder. Wieser Verlag, Klagenfurt 1996, ISBN 3-85129-148-4.
- Schriftstellerinnen sehen ihr Land. Österreich aus dem Blick seiner Autorinnen. Wiener Frauenverlag, Wien 1995, ISBN 3-85286-015-6.
- Frust der Lust. Männer, die sich verweigern. Rowohlt, Reinbek 1996, ISBN 3-499-13773-9.
- Schreibfluss 1980–2000. Eine literarische Anthologie und Dokumentation der Arbeitsgemeinschaft „Autorinnen“. Promedia Verlag, Wien 2000, ISBN 3-85371-159-6.
- Frauen sehen Europa. Das Lesebuch zum Welttag des Buches 2000. Hauptverband des österreichischen Buchhandels, Wien 2000, ISBN 3-85103-137-7 (gemeinsam mit Marianne Gruber).
- Escaping Expectations. Stories by Austrian Women Writers. Ariadne Press, Riverside, Calif. 2001, ISBN 1-57241-101-5.
- Female Science Faction. Ausgewähltes vom Lise-Meitner-Literaturpreis. Promedia Verlag, Wien 2001, ISBN 978-3-85371-173-6 (gemeinsam mit El Awadalla, Helga Gartner und Angelika Volst).
- Female science faction reloaded. Promedia Verlag, Wien 2008, ISBN 978-3-85371-296-2.
- Frauenförderung in Wissenschaft und Forschung. Konzepte, Strukturen, Praktiken. Bundesministerium für Bildung, Wissenschaft und Kultur (Materialien zur Förderung von Frauen in der Wissenschaft; Bd. 19). Wien 2003, ISBN 3-85224-116-2 (gemeinsam mit Roberta Schaller Steidl).